# Benarkin-Nationalpark
Der Benarkin-Nationalpark (englisch Benarkin National Park) ist ein 2,2 km² großer Nationalpark in Queensland, Australien.

## Lage
Der Park liegt in der Region South Burnett Region und befindet sich 20 km nordöstlich von Yarraman und 41 km südöstlich von Kingaroy. Der D’Aguilar Highway verläuft direkt durch den im Süden angrenzenden Benarkin State Forest. Hier gibt es entlang des Emu Creek Besuchereinrichtungen wie Picknick- und Campingplätze. Der im Norden gelegene Nationalpark hingegen ist nicht zugänglich.

## Flora und Fauna
Hohe, lichte Wälder aus Blackbutts (Eucalyptus pilularis), Tallowwood (Eucalyptus microcorys) und Stringybark wachsen auf den Vulkanböden in den höheren Lagen. Weiter unter dominieren verschiedene Spezies von Ironbarks, dazwischen finden sich Taschen mit Monsunwald und einem dichten Unterbewuchs.
In diesem Dickicht leben zahlreiche Vögel wie der Grünlaubenvogel (Ailuroedus crassirostris), Schild-Paradiesvogel (Ptiloris paradiseus) und Pittas. Am Boden leben die gefährdeten Schwarzbrust-Laufhühnchen (Turnix melanogaster).